# 陣頭
陣頭是源自中國的傳統民俗技艺，是民间祭祀、庙会喜庆的一部份。為了感謝神明的保佑，社區居民在神明出巡時隨隊護衛，延伸出邊走邊表演或沿街定點演出的形式，表演的內容擷取自雜技、小戲。「陣頭」一詞來自福州、閩南等中國沿海地區，在臺灣發揚光大，目前陣頭數量、種類以臺灣南部最多。

## 歷史與變遷
明清時期，中國大陸移民來到臺灣，民間信仰及陣頭演出也隨之傳入。隨著時代變遷，全球化與在地化為陣頭帶來多元的發展，例如日治時期產生了日式神轎；受到流行文化影響，1960至1970年代產生了素蘭出嫁陣、孝女白琴，到了1980年代出現電子花車，2000年以後，陣頭的傳統音樂多被熱門流行音樂取代，並出現了電音三太子，另外鋼管舞十分風行。
陣頭在臺灣北部都會區逐漸式微，在臺灣南部仍然興盛。因民俗文化保存與傳承受到重視，陣頭也出現在藝文活動的舞台，並於校園中推廣。

## 特色
在行進中或於街道邊、廣場定點表演。演出時間較短，情節較單純，裝扮、道具、音樂也較簡單，形式自由，能夠因應場地或現場狀況即興表演，反映地方社會生活及文化之特色與傳統。

## 分類
臺灣陣頭種類眾多，分類不易，目前常見說法包含：
- 依表演特性，可概分为文阵和武阵。
  - 文陣以歌舞為主，伴奏較完整，例如牛犁歌陣、牽亡歌陣等。
  - 武陣大多包含武術表演，伴奏樂器較簡單，例如宋江陣、舞龍舞獅等。[1][8]
- 依人員組織，可分為庄頭陣、職業陣頭。
  - 庄頭陣是由社區居民因血緣、地緣關係自發組成的業餘團體，多由廟宇負責陣頭的訓練。
  - 1980年代以後，農村人口外流，組成陣頭越來越不容易，為因應廟會活動及婚喪喜慶的需求，而產生了營利表演的職業陣頭。[3][6][9][10]

## 常見陣頭
宋江阵、蜈蚣陣、花鼓陣、大鼓阵、车鼓、桃花过渡、病囝歌、十八摸、牛犁歌陣、牽亡歌陣、竹馬陣、布馬陣、高蹺陣、七響陣、草鞋公陣、踏涼傘、跳鼓陣、十二婆姐陣、什家將、八家将、官將首、舞龍、舞獅、藝閣、北管、南管等。